# اورولی (کومونه)
اورولی (به ایتالیایی: Orroli) یک کومونه در ایتالیا است که در استان کالیاری واقع شده‌است. اورولی ۷۵٫۶ کیلومتر مربع مساحت و ۲٬۶۴۷ نفر جمعیت دارد و ۵۵۰ متر بالاتر از سطح دریا واقع شده‌است.